# Mirovyane Peak
Der Mirovyane Peak (englisch; bulgarisch връх Мировяне wrach Mirowjane) ist ein 1500 m hoher Berg im westantarktischen Ellsworthland. In den Maglenik Heights im nordzentralen Teil der Sentinel Range des Ellsworthgebirges ragt er 3,46 km nordöstlich des Zimornitsa Peak, 13,68 km südöstlich des Mount Schmid und 17,94 km nordnordwestlich des Mount Besch auf. Der Kopsis-Gletscher liegt westlich, der untere Abschnitt des Embree-Gletschers nördlich und der Young-Gletscher südlich von ihm.
US-amerikanische Wissenschaftler kartierten ihn 1988. Die bulgarische Kommission für Antarktische Geographische Namen benannte ihn 2011 nach der Ortschaft Mirowjane im Westen Bulgariens.